# Josef Strobl (Skirennläufer)
Josef „Pepi“ Strobl (* 3. März 1974 in Ehenbichl) ist ein ehemaliger österreichischer Skirennläufer, der am Ende seiner Karriere für Slowenien startete. Der Riesenslalom-Juniorenweltmeister von 1993 ging bis 2006 im Skiweltcup an den Start und gewann sieben Weltcuprennen.

## Biografie
Strobl feierte seine ersten großen Erfolge bei den Juniorenweltmeisterschaften 1992 in Maribor, wo er in der Abfahrt und im Super-G Platz zwei erreichte. Ein Jahr später, in Monte Campione 1993 siegte er im Riesenslalom, fuhr in der Abfahrt auf Platz zwei und kam im Super-G und in der Kombination auf Platz drei. Nach dieser Leistung konnte er beim Saisonfinale in Åre erstmals im Weltcup starten und belegte im Riesenslalom Rang 17.
Für Aufsehen sorgte Strobl in seinem zweiten Weltcuprennen, dem ersten in der Abfahrt, als er am 16. Dezember 1994 in Val-d’Isère mit Startnummer 61 gleich seinen ersten Sieg holte. Am folgenden Tag belegte er bei der zweiten Abfahrt Platz drei. Im Jänner 1995 kam er in den Abfahrten von Wengen zweimal auf Platz sechs. 
Die zweite Weltcupsaison 1995/96 verlief etwas weniger erfolgreich, er konnte sich viermal unter den schnellsten zehn platzieren. Die Saison 1996/97 war für Strobl sehr erfolgreich: Im November feierte er im Riesenslalom von Park City seinen zweiten Weltcupsieg, ein weiterer folgte im März beim Super-G von Kvitfjell. Insgesamt kam er in 19 Rennen unter die Top Ten und wurde Dritter der Gesamtwertung, Zweiter in der Super-G-Wertung und Fünfter in der Abfahrtswertung. Bei den Weltmeisterschaften in Sestriere belegte er Platz fünf im Super-G, in der Abfahrt fiel er aus.
Die Saison 1997/98 begann mit einem Sieg im Parallelrennen von Tignes. Innerhalb der starken österreichischen Mannschaft konnte er sich aber nicht für die Olympischen Winterspiele qualifizieren. Zu Saisonende konnte er in Crans-Montana noch eine Abfahrt gewinnen und belegte Rang sieben im Gesamtweltcup. 1998/99 verlief es für Strobl nicht nach Wunsch. Er erreichte lange Zeit keine Topresultate und versäumte auch die Weltmeisterschaften in Vail. 
Ein dritter Platz im Super-G zu Saisonende war sein bestes Ergebnis. In der nächsten Saison konnte er aber wieder an frühere Erfolge anknüpfen: Er gewann zwei Rennen, fuhr 15-mal in die Top Ten und belegte erneut den dritten Platz in der Gesamtwertung. Dazu kommen ein dritter Platz in der Abfahrtswertung und ein Vierter in der Super-G-Wertung. In der Saison 2000/01 belegte er den achten Gesamtrang und wurde Dritter der Super-G-Wertung. Bei den Weltmeisterschaften in St. Anton wurde er Siebenter im Super-G.
Im Jänner 2002 stürzte Strobl im Abfahrtstraining auf der Streif in Kitzbühel und zog sich dabei schwere Verletzungen im linken Knie zu. Damit war die Saison für ihn zu Ende und auch eine mögliche Olympiateilnahme war nicht mehr möglich. In der folgenden Saison fuhr Strobl noch zweimal auf das Podest, konnte aber in weiterer Folge nicht mehr seine früheren Leistungen erbringen. 
Weil er im starken Skiteam der Österreicher zunehmend Probleme mit der Qualifikation für Rennen hatte, suchte er ein neues Land, für das er starten konnte. Nachdem er den Wechsel ins deutsche Skiteam verworfen hatte, startete Strobl ab der Saison 2004/05 für Slowenien. Nach einer neuerlichen schweren Verletzung musste er aber die gesamte Saison pausieren. Im Winter 2005/06 fuhr er noch einige Weltcuprennen, kam aber nie in die Punkteränge. 2006 beendete er schließlich seine Karriere.

## Erfolge

### Weltmeisterschaften
- Sestriere 1997: 5. Super-G
- St. Anton 2001: 7. Super-G

### Juniorenweltmeisterschaften
- Maribor 1992: 2. Abfahrt, 2. Super-G, 10. Riesenslalom, 32. Slalom
- Monte Campione 1993: 1. Riesenslalom, 2. Abfahrt, 3. Super-G, 3. Kombination, 28. Slalom

### Weltcupwertungen
| Saison  | Gesamt | Gesamt | Abfahrt | Abfahrt | Super-G | Super-G | Riesenslalom | Riesenslalom | Kombination | Kombination |
| Saison  | Platz  | Punkte | Platz   | Punkte  | Platz   | Punkte  | Platz        | Punkte       | Platz       | Punkte      |
| ------- | ------ | ------ | ------- | ------- | ------- | ------- | ------------ | ------------ | ----------- | ----------- |
| 1994/95 | 22.    | 307    | 5.      | 307     | –       | –       | –            | –            | –           | –           |
| 1995/96 | 32.    | 235    | 26.     | 76      | 22.     | 50      | 19.          | 109          | –           | –           |
| 1996/97 | 3.     | 1021   | 5.      | 470     | 2.      | 333     | 11.          | 186          | 13.         | 32          |
| 1997/98 | 7.     | 697    | 9.      | 306     | 7.      | 150     | 16.          | 141          | –           | –           |
| 1998/99 | 19.    | 361    | 19.     | 142     | 12.     | 131     | 21.          | 88           | –           | –           |
| 1999/00 | 3.     | 994    | 3.      | 533     | 4.      | 305     | 19.          | 116          | 12.         | 40          |
| 2000/01 | 8.     | 527    | 10.     | 196     | 3.      | 228     | 22.          | 103          | –           | –           |
| 2001/02 | 27.    | 315    | 12.     | 238     | 41.     | 6       | 21.          | 71           | –           | –           |
| 2002/03 | 22.    | 414    | 15.     | 246     | 10.     | 150     | 37.          | 28           | –           | –           |
| 2003/04 | 85.    | 56     | 42.     | 22      | 29.     | 34      | –            | –            | –           | –           |

### Weltcupsiege
Strobl errang 22 Podestplätze, davon 7 Siege:
| Datum             | Ort           | Land       | Disziplin      |
| ----------------- | ------------- | ---------- | -------------- |
| 16. Dezember 1994 | Val-d’Isère   | Frankreich | Abfahrt        |
| 25. November 1996 | Park City     | USA        | Riesenslalom   |
| 2. März 1997      | Kvitfjell     | Norwegen   | Super-G        |
| 24. Oktober 1997  | Tignes        | Frankreich | Parallelrennen |
| 13. März 1998     | Crans-Montana | Schweiz    | Abfahrt        |
| 15. Jänner 2000   | Wengen        | Schweiz    | Abfahrt        |
| 12. Februar 2000  | St. Anton     | Österreich | Super-G        |

### Europacup
- Saison 1992/93: 4. Abfahrt
- Saison 1993/94: 8. Abfahrt
- Saison 2003/04: 11. Gesamtwertung, 7. Abfahrt, 8. Super-G
- 6 Podestplätze, davon 1 Sieg (Abfahrt von Tarvisio am 28. Jänner 2004)

### Österreichische Meisterschaften
- Dreifacher österreichischer Staatsmeister: Abfahrt 1997 und 1998, Super-G 2001